# Benedicto Godoy
Benedicto Godoy Veizaga (ur. 28 lipca 1924 w La Paz) – boliwijski piłkarz, reprezentant kraju. Podczas kariery piłkarskiej występował na pozycji napastnika.

## Kariera piłkarska
Podczas kariery piłkarskiej Benedicto Godoy występował w klubie Feroviario La Paz.

## Kariera reprezentacyjna
Benedicto Godoy występował w reprezentacji Boliwii w latach czterdziestych i pięćdziesiątych.
W 1949 roku po raz wziął udział w Copa América na której Boliwia zajęła czwarte miejsce a Godoy wystąpił we wszystkich siedmiu meczach turnieju z Chile (bramka), Brazylią, Urugwajem, Ekwadorem, Peru, Paragwajem i Kolumbią(bramka).
W 1950 wziął udział w mistrzostwach świata, gdzie był rezerwowym i nie wystąpił w jedynym meczu Boliwii z Urugwajem.